# Alfa-latrotoxine
| Algemeen             | Algemeen         |
| -------------------- | ---------------- |
| Naam                 | Alfa-Latrotoxine |
| Afkorting            | α-LTX            |
| Afkomst              | Latrodectus sp.  |
| Hoeveelheid per spin | 0,22 mg          |
| Molecuulgewicht      | ca. 120 kDa      |
| Aantal aminozuren    | 1401             |
| Structuur            | Tetrameer        |
| Taxonomy ID          | 6924             |
| Externe ID           | UniProt: P23631  |
| TCDB                 | 1.C.63           |
| LD50 (muizen)        | 0,55 mg/kg       |
| Symptomatiek         | Latrodectisme    |

Alfa-latrotoxine (α-LTX) is een bestanddeel van het gif van de zwarte weduwe (genus Latrodectus, bv. L. mactans, L. tredecimguttatus, L. hasselti). Het behoort tot de zenuwgiffen en leidt tot een veeltal van symptomen. α-LTX is een ca. 120 kDa groot proteïne dat de vorm van een tetrameer heeft. Het tetrameer is opgebouwd uit vier monomeren.
De LD50 voor muizen ligt bij 0,55 mg/kg (intraveneus). Dit doet vermoeden dat de hoeveelheid gif van een spin (gemiddeld 0,22 mg α-latrotoxine) niet voldoende is om een mens te doden. Het blijkt echter dat de mens gevoeliger is voor het gif dan sommige dieren. Ongeveer 3% van de gebeten mensen overlijdt, maar een beet van een zwarte weduwe verlangt in alle gevallen medische observatie.
De Latrodectisme genoemde symptomatiek van een beet van Latrodectus tredecimguttatus werd al door Socrates beschreven.
De spin komt vooral in Zuid-Amerika, de zuidelijke staten van de VS en in Mexico voor. In deze gebieden leeft ze relatief vaak in de buurt van mensen omdat ze haar web vaak in hoekjes rondom huizen, zoals onder de wc-bril, spint.

## Synthese
Alfa-latrotoxine wordt als voorloperproteïne gesynthetiseerd. Proteasen die op furine lijken hydrolyseren post-transcriptioneel de α-LTX voorlopers aan het N- en aan het C-terminaal wat in de rijpe toxines resulteert. De proteolytische splicing gebeurt extracellulair in de gifklier. De rijpe toxines hebben 'multiple repeats', die zich afhankelijk van de Latrotoxine-variant door het aantal onderscheiden. α-LTX heeft 22 repeats en wordt door vrije ribosomen gesynthetiseerd. De cytoplasmatische α-latrotoxines worden aan het lumen van de gifklier afgegeven als de epitheliale cellen periodiek openbarsten en hun inhoud uitstoten.

## Vormen van Latrotoxine
Er bestaan zeven verschillende vormen van het gif Latrotoxine. Deze kunnen onderverdeeld worden in LIT’s (latroinsectotoxines), α-LCT (α-latrocrustatoxine) en α-LTX (α-latrotoxine). De bestaande LIT's zijn α-, β-, γ-, δ- en ε- latroinsectotoxine en zijn gespecialiseerd op insecten. α-LCT komt niet vaak voor en richt zich uitsluitend tegen schaaldieren. Het meest bestudeerde gif is α-LTX, een bestanddeel van het gif van de zwarte weduwe dat voor de mens gevaarlijk kan zijn. De giffen van de verschillende zwarte weduwe-spinnen zijn verschillend van samenstelling, maar bij α-LTX kan biochemisch niet worden onderscheiden of het van de ene of de andere spin afkomstig is. Ook is het tot nu toe onmogelijk om α-LTX en δ-LIT van elkaar te scheiden.

## Werkingsmechanisme

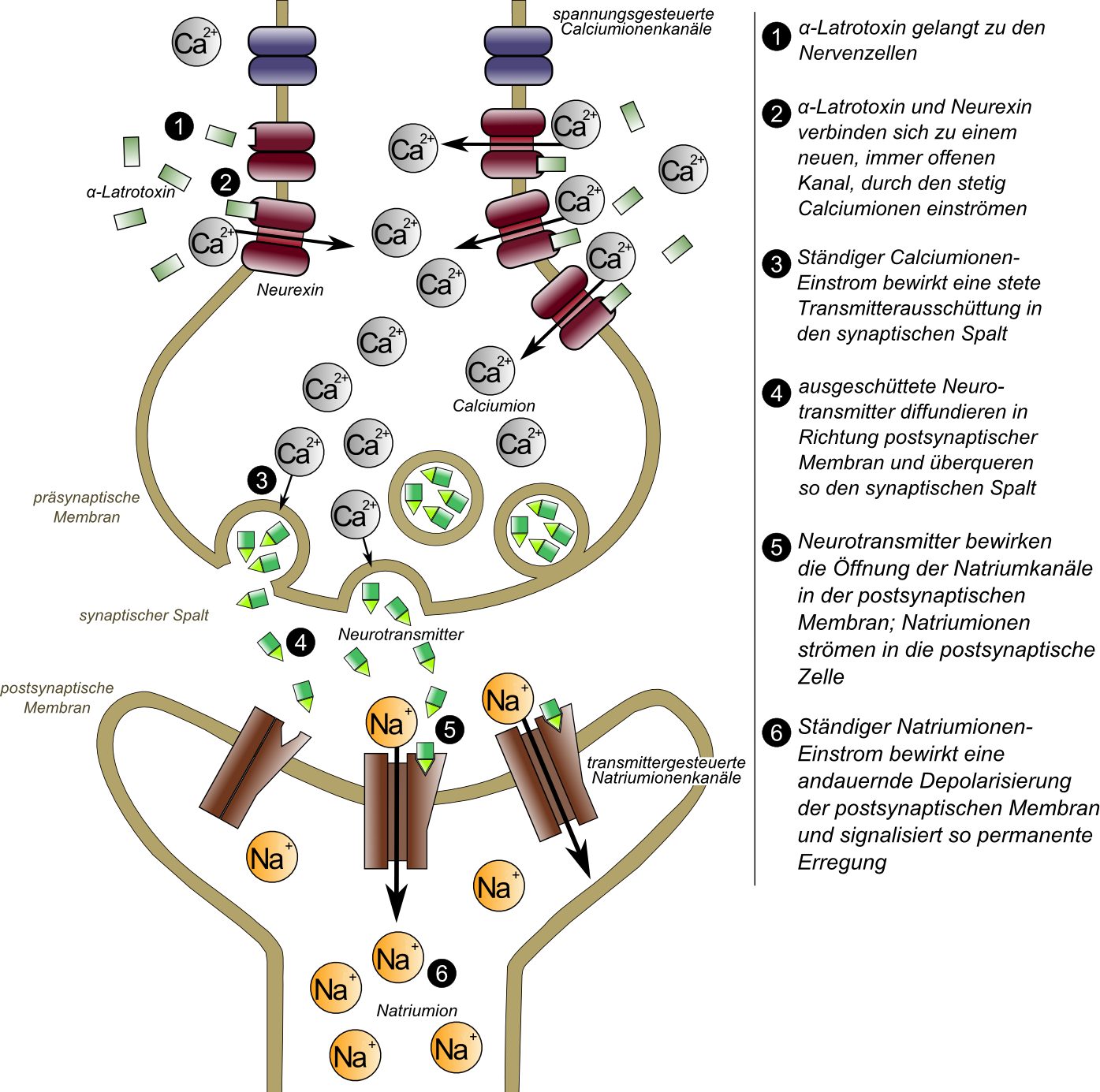
Schematische werking alfa-latrotoxine

Alfa-latrotoxine bereikt door het circulatiesysteem de verschillende neurosecretorische cellen. Vooral werkt het toxisch op het perifere zenuwstelsel en tast zowel sensorische als ook motorische neuronen aan. Bovendien is α-LTX in staat de bloed-hersenbarrière te passeren. 
Het algemene principe van de toxine is enerzijds de verhoging van de intracellulaire Ca2+-concentratie van de synaps en anderzijds de exocytose van klassieke neurotransmitters zoals GABA, acetylcholine en adrenaline te stimuleren, wat in een depolarisatie van de navolgende neuronen resulteert.
α-LTX opent aspecifieke membraankanalen, die voor kationen permeabel zijn, zodat Ca2+ de cel in kan stromen en vervolgens de exocytose van de vesikels bevordert. α-LTX is ook in staat met behulp van een onbekend mechanisme nieuwe kanalen in het presynaptische membraan in te bouwen en zo voor een verhoogd Ca2+-instroom te zorgen. Een ander mechanisme van de toxine is aan specifieke receptoren die op de vesikels en het presynaptische membraan zitten aan te grijpen. Een van de receptoren is neurexine. Neurexine bindt α-LTX alleen maar in aanwezigheid van Ca2+. Latrophiline/CIRL (Calcium Independent Receptor for Latrotoxine) is een ander receptor die op de vesikels voorkomt en voor de binding van de toxine geen Ca2+ nodig heeft omdat het in aanwezigheid van andere kationen bijvoorbeeld Mg2+ aan de receptor bindt. α-LTX is dus in staat de afgifte van neurotransmitters ook zonder calcium over een second-messengermechanisme te induceren. Neurexine vertoont een grote dichtheid op het presynaptische membraan en latrophiline, wat op de vesikels voorkomt, is minder verspreid maar bindt de toxine 8 keer zo sterk als neurexine het kan binden. Als gevolg zorgen de neurexines voor een hoge concentratie van α-LTX en vervolgens kan de toxine aan latrophiline makkelijk verder gegeven worden en exocytose induceren.

## Symptomen
De symptomen van een beet van de zwarte weduwe treden niet meteen op. Lokale symptomen ontstaan na ca. een half uur en nemen dan geleidelijk toe en generaliseren, maar onbehandeld kunnen ze dagenlang blijven, meestal duren ze 24 uur. 
Het voornaamste symptoom is de toenemende generaliserende pijn in het abdominale, bovenbeen-, borst-, en ruggebied. De beet zelf wordt vaak niet eens waargenomen en lijkt op een muggensteek. Lokaal ontstaat eerst een erytheem, zweten, piloerectie en een meestal brandende pijn, als gevolg van een lokale ontstekingsreactie. Vervolgens treden ook zwelling en oedemen op en straalt de pijn uit. Na een paar uur zijn spierreacties te zien zoals toenemende spierpijn, spierfasciculaties (vooral ook in het gezicht: Facies latrodectismica), krampen (o.a. abdominale spierstijfheid), eigenreflexen en spasmen. Ze zijn het gevolg van de voortdurende prikkeling door de neurotransmitters. Ook psychische reacties worden vertoond, met name angsttoestanden, verwardheid en waanvoorstellingen. Verdere symptomen of reacties van het lichaam zijn ademhalingsproblemen, of bradycardie of tachycardie, arteriële hypertensie, onritmische hartslag, hartinfarct, misselijkheid, braken, diarree, oligurie, erectie/ejaculatie, later maandenlange impotentie, hyperthermie, zweten, hypertonie, hoofdpijn, verhoogde speeksel- en tranenvorming en zwelling van de lymfeknopen. 
De voortdurende transmitterafgifte leidt op een gegeven moment tot een transmittertekort. Het gevolg daarvan is verlamming. 
De doodsoorzaak is vaak verstikking door de vernauwing en stijfheid van de ademhalingswegen, maar ook cerebrovasculaire accidenten en hartfalen komen voor. Een verhoogd gevaar op overlijden bestaat vooral voor mensen met hyperthermie en hart- en vaatziektes.

## Antidota
Voor ernstige gevallen van Latrodectusintoxicatie bestaan er vier verschillende antisera. Deze antisera blijken in vitro goed te werken en zijn kruisreactief, dat wil zeggen, dat de antisera voor de verschillende Latrodectus sp. ook effectief zijn bij andere Latrodectus sp., onafhankelijk van de soort die de sensibilisatie heeft opgeroepen. Dit komt doordat de antigenen van verschillende Latrodectus soorten sterk op elkaar lijken en de antisera daardoor ook op de andere toxines kunnen binden. De antisera werken goed en snel tegen de pijn. Voor α-latrotoxine bestaan antisera, verkregen door immunisering met volgende soorten:
- Latrodectus mactans (American black widow)
- Latrodectus tredecimguttatus
- Latrodectus indistinctus
- Latrodectus hasselti (Australian red back spider)